# Remembering White Lion
Remembering White Lion (также был выпущен под названиями The Last Roar и Ultimate White Lion) — альбом хард-рок-группы White Lion, выпущенный в 1999 году.

## Об альбоме
Remembering White Lion содержит перезаписанные в новом составе версии песен White Lion из четырёх предыдущих студийных альбомов, включая такие хиты, как «When the Children Cry», «Wait» и «Little Fighter».
В 1999 году вокалист Майк Трамп собрал вокруг себя новую группу, оставив название White Lion, после того как все оригинальные участники покинули группу в 1991 году после выпуска последнего студийного альбома Mane Attraction.
Чтобы избежать юридических вопросов, группа стала именоваться Tramp’s White Lion.

## Список композиций
1. «All the Fallen Men» — 4:45
2. «Warsong» — 5:49
3. «El Salvador» — 4:59
4. «Wait» — 7:00
5. «Little Fighter» — 4:55
6. «When the Children Cry» — 6:18
7. «Fight to Survive» — 6:23
8. «Living on the Edge» — 5:41
9. «She’s Got Everything» — 4:26
10. «Lonely Nights» — 4:56
11. «Broken Home» — 5:46
12. «Till Death Do Us Part» — 3:45

## В записи участвовали
- Майк Трамп — вокал
- Каспер Дамгор — гитара
- Нильс Кройер — бас-гитара
- Бьярн Ти Хольм — ударные
- Дан Хеммер — Hammond B-3 organ